# Upper Grand Lagoon
Upper Grand Lagoon – jednostka osadnicza w Stanach Zjednoczonych, w stanie Floryda, w hrabstwie Bay.